# Provinciale weg 300
Der Provinciale weg 300, kurz N300, ist eine wichtige Straßenverbindung in der niederländischen Provinz Limburg.

## Verlauf
Die Straße verbindet heute als Buitenring Parkstad Limburg die Autobahn A76 am Turbokreisverkehr bei Nuth über die Gemeinden Beekdaelen, Brunssum, Landgraaf, Kerkrade und Heerlen bis zum grenzüberschreitenden Gewerbepark Avantis an der deutschen Grenze die N281. Der gesamte Außenring ist in 2 × 2 Fahrspuren mit einer Höchstgeschwindigkeit von 100 km/h ausgeführt.
Im Bereich der Brunssummerheide beträgt die Höchstgeschwindigkeit 80 km/h. Die Gesamtstrecke ist 26 Kilometer.

## Planungen
Es ist eine Umgehungsstraße von der N300 an der Anschlussstelle Landgraaf-Noord über den Randweg Abdissenbosch bis zur Staatsgrenze geplant. Ab hier als B 221n an Siepenbusch und Teveren vorbei die auf die heutige L 42 münden sowie an die Bundesstraße 56 südlich von Geilenkirchen angeschlossen werden soll. Sie soll den Durchgangsverkehr in Landgraaf, Ubach over Worms und Übach-Palenberg vermindern. Das Bundesverkehrsministerium will mit dem Bau 2026 beginnen, während die Provinz Limburg bereits 2020 beginnen wollte.

## Geschichte
Ursprünglich bildete die N300 eine Verbindung zwischen der N281 und dem Zentrum von Kerkrade. Die Straße verlief größtenteils parallel zur deutschen Grenze und war als zweispurige Zufahrtsstraße mit einer Höchstgeschwindigkeit von 80 km/h außerhalb des bebauten Gebiets ausgelegt und trug die Straßennamen Hamstraat sowie Domaniale Mijnstraat. Die Gesamtstrecke betrug 4,6 Kilometer.
Außerdem war eine Verlängerung der Bundesstraße 258 als B 258n bis zur niederländischen Grenze an den Provinciale weg 300 bei Kerkrade geplant. Seit dem Bundesverkehrswegeplan 2015 ist dieses Vorhaben nicht mehr vorgesehen.